# Vendiamorpha
Die Vendiamorpha sind eine Klasse ausgestorbener Tiere des Ediacariums, die zum  Stamm der Proarticulata (bzw. zur Klade Bilateriomorpha) gerechnet werden.

## Etymologie
Die Bezeichnung Vendiamorpha ist eine Wortschöpfung, die sich aus dem Taxonnamen Vendia und dem altgriechischen μορφή morphé mit der Bedeutung ‚Gestalt, Form‘ zusammensetzt. Vendia wiederum ist abgeleitet vom Vendium, einer Zeitstufe des Neoproterozoikums, die sich ihrerseits auf den slawischen Stamm der Wenden bezieht. Vendiamorpha bedeutet somit sämtliche Formen mit Vendia-ähnlicher Gestalt.

## Erstbeschreibung und Vorkommen
Die Klasse Vendiamorpha wurde 1985 von Michail Alexandrowitsch Fedonkin aufgestellt. Ihre Fossilfunde beschränken sich auf das südöstliche Küstengebiet des Weißen Meeres (Oblast Archangelsk).

## Beschreibung

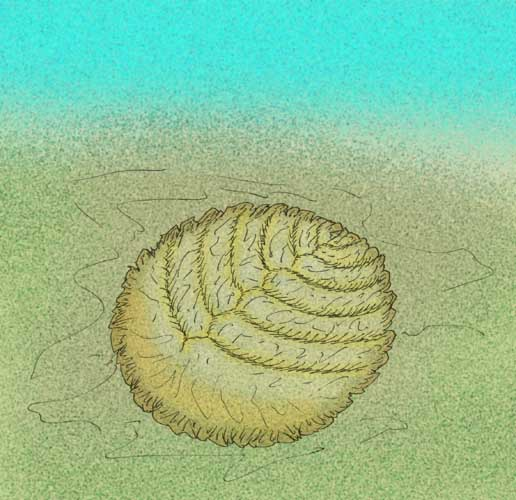
Karakhtia nessovi

Typische Vendiamorpha besaßen einen runden oder ovalen, relativ flachen Körper, der vollständig in so genannte Isomere gegliedert war. Die Isomere waren in zwei Reihen angeordnet. Sie waren aber nicht spiegelbildlich identisch, sondern durch Gleitspiegelung um eine halbe Breite entlang der Körperachse zueinander versetzt.
Diese transversalen Elemente nehmen in ihrer Größe stetig zum Schwanzende hin ab, gleichzeitig biegen sie sich in Richtung Körperachse nach innen. Das erste Isomer ist wesentlich größer als die übrigen. Charakteristisch für Vendiamorpha ist die Verwachsung der ersten beiden Isomere zu einer kopfschildartigen Struktur. Dieses Merkmal veranlasste einige Forscher die Vendiamorpha in die Nähe der Gliederfüßer (Arthropoda) zu rücken. Mittlerweile spricht jedoch sehr vieles für ihre eindeutige Verwandtschaft zu den Proarticulata.
In einigen Vendiamorpha-Fossilien wie beispielsweise Vendia oder Paravendia sind offensichtlich noch die Überreste eines Verdauungssystems erhalten geblieben, welches aus einer einfachen Achsenröhre mit Seitenfortsätzen für jedes einzelne Isomer aufgebaut ist.

## Taxonomie
Die Klasse der Vendiamorpha besitzt mit den Vendiidae gegenwärtig nur eine Familie. Die Vendiidae waren früher nach ihrer Typusgattung Vendomia auch als Vendomiidae bezeichnet worden, Vendomia menneri wurde jedoch später als zu Dickinsonia gehörig beschrieben (=Dickinsonia menneri). Das Taxon Karakhtia kann nicht eindeutig zugeordnet werden.

### Familie Vendiidae
Zu den Vendiidae gehören folgende Taxa:
- Vendia Keller, 1969
  - Vendia sokolovi Keller, 1969
  - Vendia rachiata Ivantsov, 2004
- Paravendia Ivantsov, 2004
  - Paravendia janae

### Familie unsicherer Zuordnung
- Karakhtia Ivantsov, 2004
  - Karakhtia nessovi

Das Fossil Pseudovendia ähnelt in gewisser Weise Vendia sokolovi. Es wurde ursprünglich als Arthropode gedeutet, dann als zu den Proarticulata gehörig eingestuft und sogar als frondomorpher Organismus angesehen. Der nur schlecht erhaltene Holotyp wird heute mehrheitlich als  Pseudofossil interpretiert.